# Pontanus (cráter)

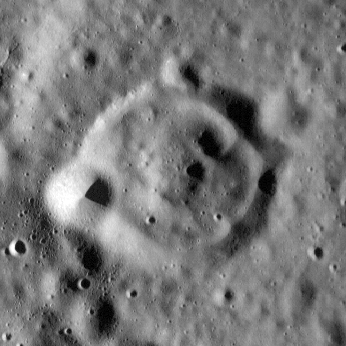
Fotografía de la misión Lunar Reconnaissance Orbiter

Pontanus es un cráter de impacto perteneciente a las escarpadas tierras altas de la zona sur de la cara visible de la Luna. Se encuentra aproximadamente a medio camino entre los cráteres Sacrobosco al norte-noreste y Gemma Frisius al sursudoeste. Tiene 58 kilómetros de diámetro y 2.120 metros de profundidad.
|  |

El borde de este cráter ha sido fuertemente desgastado por impactos posteriores, dejando un perfil aproximadamente circular, desigual sobre la plataforma interior. Presenta una protrusión hacia el exterior en el sector sur del brocal. El borde y la pared interior en el lado norte son menos prominentes, presentando incisiones en el borde interior. El cráter satélite Pontanus V está unido al lado oeste-suroeste. El suelo interior es relativamente desigual, particularmente en la mitad norte, pero no está marcado por ningún cráter significativo. El cráter es del período Pre-Período Nectárico, 4.55 a 3.92 mil millones años atrás.
El cráter lleva el nombre del poeta italiano del siglo XV Giovanni Pontano.

## Cráteres satélite
Por convención estos elementos son identificados en los mapas lunares poniendo la letra en el lado del punto medio del cráter que está más cercano a Pontanus.
|          | \| Pontanus \| Coordenadas \| Diámetro \| \| -------- \| ----------------------------- \| -------- \| \| A \| 31°06′S 15°18′E / -31.1, 15.3 \| 10 km \| \| B \| 30°54′S 15°54′E / -30.9, 15.9 \| 12 km \| \| C \| 30°00′S 15°30′E / -30.0, 15.5 \| 23 km \| \| D \| 25°54′S 13°12′E / -25.9, 13.2 \| 20 km \| \| E \| 25°12′S 13°12′E / -25.2, 13.2 \| 13 km \| \| F \| 27°48′S 11°36′E / -27.8, 11.6 \| 10 km \| \| G \| 30°36′S 15°18′E / -30.6, 15.3 \| 21 km \| \| H \| 31°24′S 16°06′E / -31.4, 16.1 \| 30 km \| \| J \| 30°00′S 13°06′E / -30.0, 13.1 \| 9 km \| \| K \| 25°42′S 12°42′E / -25.7, 12.7 \| 9 km \| \| L \| 28°36′S 13°24′E / -28.6, 13.4 \| 6 km \| \| M \| 29°42′S 14°06′E / -29.7, 14.1 \| 5 km \| \| N \| 24°36′S 13°48′E / -24.6, 13.8 \| 10 km \| \| O \| 26°00′S 14°06′E / -26.0, 14.1 \| 10 km \| \| P \| 29°54′S 14°48′E / -29.9, 14.8 \| 3 km \| \| Q \| 27°24′S 14°30′E / -27.4, 14.5 \| 5 km \| \| R \| 28°06′S 15°36′E / -28.1, 15.6 \| 6 km \| \| S \| 31°24′S 16°48′E / -31.4, 16.8 \| 7 km \| \| T \| 29°12′S 16°36′E / -29.2, 16.6 \| 8 km \| \| U \| 29°30′S 17°30′E / -29.5, 17.5 \| 5 km \| \| V \| 29°12′S 13°12′E / -29.2, 13.2 \| 33 km \| \| W \| 29°06′S 17°36′E / -29.1, 17.6 \| 7 km \| \| X \| 28°30′S 15°48′E / -28.5, 15.8 \| 13 km \| \| Y \| 28°42′S 17°12′E / -28.7, 17.2 \| 23 km \| \| Z \| 27°54′S 12°54′E / -27.9, 12.9 \| 5 km \| |          |
| Pontanus | Coordenadas | Diámetro |
| A        | 31°06′S 15°18′E / -31.1, 15.3 | 10 km    |
| B        | 30°54′S 15°54′E / -30.9, 15.9 | 12 km    |
| C        | 30°00′S 15°30′E / -30.0, 15.5 | 23 km    |
| D        | 25°54′S 13°12′E / -25.9, 13.2 | 20 km    |
| E        | 25°12′S 13°12′E / -25.2, 13.2 | 13 km    |
| F        | 27°48′S 11°36′E / -27.8, 11.6 | 10 km    |
| G        | 30°36′S 15°18′E / -30.6, 15.3 | 21 km    |
| H        | 31°24′S 16°06′E / -31.4, 16.1 | 30 km    |
| J        | 30°00′S 13°06′E / -30.0, 13.1 | 9 km     |
| K        | 25°42′S 12°42′E / -25.7, 12.7 | 9 km     |
| L        | 28°36′S 13°24′E / -28.6, 13.4 | 6 km     |
| M        | 29°42′S 14°06′E / -29.7, 14.1 | 5 km     |
| N        | 24°36′S 13°48′E / -24.6, 13.8 | 10 km    |
| O        | 26°00′S 14°06′E / -26.0, 14.1 | 10 km    |
| P        | 29°54′S 14°48′E / -29.9, 14.8 | 3 km     |
| Q        | 27°24′S 14°30′E / -27.4, 14.5 | 5 km     |
| R        | 28°06′S 15°36′E / -28.1, 15.6 | 6 km     |
| S        | 31°24′S 16°48′E / -31.4, 16.8 | 7 km     |
| T        | 29°12′S 16°36′E / -29.2, 16.6 | 8 km     |
| U        | 29°30′S 17°30′E / -29.5, 17.5 | 5 km     |
| V        | 29°12′S 13°12′E / -29.2, 13.2 | 33 km    |
| W        | 29°06′S 17°36′E / -29.1, 17.6 | 7 km     |
| X        | 28°30′S 15°48′E / -28.5, 15.8 | 13 km    |
| Y        | 28°42′S 17°12′E / -28.7, 17.2 | 23 km    |
| Z        | 27°54′S 12°54′E / -27.9, 12.9 | 5 km     |